# داي جونز (مغني)
داي جونز (بالإنجليزية: Dai Jones)‏ هو مقدم برامج إذاعية ومغني ومقدم تلفزيوني وفلاح بريطاني، ولد في 18 أكتوبر 1943 في هولوواي في المملكة المتحدة.

## وصلات خارجية
- داي جونز على موقع ميوزك برينز (الإنجليزية)
- داي جونز على موقع ديسكوغز (الإنجليزية)